# D2701 (Loiret)
De D2701 is een expresweg en departementale weg gelegen in het Franse departement Loiret ten noorden van de stad Orléans. De weg sluit aan op de A10 tussen Parijs en Bordeaux. De totale lengte van de expresweg bedraagt slechts 2780 meter.

## Geschiedenis
Tot 4 juli 2006 was de D2701 eigendom van de nationale overheid van Frankrijk. De weg had toen het nummer A701. Inmiddels is de weg overgedragen aan het departement Loiret, waardoor een nieuw nummer is toegekend.